# Charlie Parker (personaggio)
Charlie Parker, detto Bird, è un personaggio letterario creato dallo scrittore irlandese John Connolly.
Poliziotto di New York diventato poi investigatore privato in seguito alla tragica uccisione della moglie e della figlia, è il protagonista di una serie di romanzi – più un unico racconto – ambientati tra la fine del XX secolo e l'inizio del nuovo millennio: thriller in cui la tradizione hard boiled si unisce ad elementi soprannaturali.

## Biografia
Charlie Parker nasce nel 1966; i suoi genitori sono William Parker, poliziotto del Nono Distretto a New York, e sua moglie Elaine.
Il nome di battesimo è un omaggio ad uno zio paterno – Charles Edward Parker – morto a Monte Cassino durante la Seconda guerra mondiale. In seguito viene soprannominato "Bird" per assonanza con il famoso jazzista. Charlie trascorre gran parte dell'infanzia a Pearl River, la cittadina in cui la famiglia si era trasferita per essere più vicina New York, sede di lavoro di William Parker.
Nel 1982, quando Charlie ha sedici anni, il padre uccide inspiegabilmente due adolescenti e di lì a poco si suicida; dopo la tragedia Elaine decide di tornare a Scarborough, nel Maine, dove ancora vive suo padre Bob Warren, ex vicesceriffo della contea di Cumberland. A Scarborough Charlie trascorre il resto dell'adolescenza, frequenta la scuola superiore e si diploma. In seguito frequenta l'Università del Maine ad Orono e vi si laurea in Inglese, poi fa domanda per essere ammesso all'Accademia di Polizia di New York, e viene accettato.
Al tempo in cui frequenta ancora il college, sua madre Elaine muore di cancro: di Charlie continuerà a prendersi cura l'amatissimo nonno materno, destinato di lì a qualche anno a morire a causa delle complicazioni del morbo di Alzheimer. Nel Dipartimento di Polizia, Charlie raggiunge la posizione di Detective di secondo grado nella Squadra Rapine e Omicidi; il suo primo collega è Tommy Morrison: quando questi viene promosso, Charlie inizia a far coppia con Walter Cole, più anziano di lui di circa vent'anni, che diventa il suo mentore e il suo migliore amico. Al principio degli anni novanta Parker si sposa con Susan Lewis e da lei ha una figlia, Jennifer. La sanguinosa uccisione di Susan e Jennifer, avvenuta nella notte del 12 dicembre 1996 ad opera di un killer poi denominato “il Viaggiatore”, è il punto di partenza dell'intera saga romanzesca.

## Descrizione psicofisica
I romanzi che lo vedono protagonista seguono Charlie Parker dalla giovinezza alla maturità, fra i trenta ed i quarant'anni, con svariati flashback che riguardano le epoche precedenti, tra l'infanzia e l'adolescenza. Da adulto Parker è alto circa un metro e settantacinque, ha occhi scuri, volto allungato e capelli scuri che iniziano ad ingrigire sulle tempie. È abbastanza atletico e si mantiene in forma con jogging, nuoto e palestra.
Intellettualmente molto sveglio e capace, è dotato di un carattere empatico che come poliziotto non lo ha mai aiutato a raggiungere il necessario distacco. Dopo la tragedia, sviluppa un altissimo grado di rabbia repressa causata dal dolore e dai sensi di colpa: inizialmente la sfoga con la dedizione all'alcol e l'uso indiscriminato della violenza, in seguito però inizia a desiderare redenzione e salvezza. Riesce quindi a disciplinare il proprio comportamento, e a mettersi al servizio di cause migliori: la difesa dei deboli, la ricerca della giustizia per i vivi e per i morti. Il suo stesso carattere, i frequenti contatti con il mondo soprannaturale e la graduale consapevolezza di esser parte di un futuro inevitabile (forse una sorta di lotta finale tra il Bene ed il Male) non gli rendono le cose più facili, ma nemmeno gli impediscono di continuare in quella che avverte come la propria missione.
Parker fa il tifo per la squadra di hockey dei Pirates. Dorme nudo; apprezza ogni tipo di cucina, compresa quella etnica, ma non mangia pesce.

## La religione
La famiglia Parker-Warren ha in parte lontane origini irlandesi e Charlie viene cresciuto nella tradizione del cattolicesimo romano. Lui stesso si definisce "a bad Catholic" ("un cattivo cattolico"); certo non è particolarmente osservante, ma al collo porta comunque una piccola croce di bronzo. In ogni caso le Messe di suffragio in ricordo di Susan e di Jennifer avvengono nella chiesa di San Maximilian Kolbe a Portland, e la piccola Samantha (sua seconda figlia) riceve il regolare Battesimo.

## Le indagini
- Dopo aver lasciato il Dipartimento di Polizia, Parker inizia ad occuparsi di indagini poco impegnative (frodi assicurative, detenuti sotto cauzione in fuga), più che altro per passare il tempo e per non cedere alla tentazione dell'alcol. Non ha ancora una regolare licenza di investigatore, tuttavia l'indagine che gli sta più a cuore, e alla quale non può rinunciare, è quella sulla morte di Susan e Jennifer. Tra il 1996 e il 1997, questa finisce per intrecciarsi con altre due indagini, solo apparentemente scollegate dall'obiettivo principale: la ricerca di Catherine Demeter, una ragazza scomparsa in Virginia, e la morte in Louisiana di una ragazza inizialmente sconosciuta, poi identificata come Lutice Fontenot.
La caccia all'assassino di sua moglie e di sua figlia – detto il Viaggiatore – si conclude in maniera relativamente positiva; le altre due indagini portano rispettivamente alla soppressione di un giro di pedofilia violenta durato trent'anni, e alla sostanziale estinzione di un paio di famiglie mafiose: i Ferrera a New York e i Bonanno a New Orleans. [Romanzo di riferimento: Tutto ciò che muore]
- Nell'inverno del 1997 Parker aiuta gratuitamente la giovane Rita Ferris (della quale conosceva la famiglia) a riscuotere parte degli alimenti a lei dovuti dall'ex marito Billy Purdue. Successivamente il brutale omicidio di Rita e di suo figlio Donald (due anni) conduce Parker in una cittadina nel nord dello Stato del Maine: Dark Hollow, al confine con la zona delle grandi foreste. L'indagine si intreccia poi con la ricerca di un bottino da due milioni di dollari sottratto da Billy alla mafia, con la minaccia rappresentata da una coppia di killer senza scrupoli, e con un vecchio caso lasciato irrisolto da suo nonno negli anni sessanta: la caccia all'assassino di numerose giovani donne. [Romanzo di riferimento: Il ciclo delle stagioni]
- Nella primavera successiva ai fatti di Dark Hollow il miliardario Jack Mercier incarica Parker di indagare sul presunto suicidio di Grace Peltier, sua protetta ed ex ragazza dello stesso Parker, che stava conducendo una ricerca universitaria relativa ad una setta religiosa misteriosamente scomparsa negli anni sessanta. L'indagine finisce per portare il detective sulle tracce di alcuni tra i suoi peggiori e minacciosi avversari: il reverendo Faulkner ed i figli, Leonard e Muriel. [Romanzo di riferimento: Gente che uccide]
- Nella tarda estate del 2000 Parker si occupa svogliatamente del caso di Cassie Blythe, una ragazza scomparsa ormai da sei anni: non crede di riuscire a risolverlo, ma non desidera cancellare le residue speranze dei genitori. Di lì a poco si ritrova però più profondamente impegnato: l'amico e avvocato Elliot Norton richiede la sua presenza a Charleston, nel Sud Carolina. Elliot si appresta a difendere Atys Jones, un ragazzo di colore accusato di aver stuprato e ucciso a sassate la sua fidanzata bianca, Marianne Larousse, figlia di un potente magnate del luogo, e chiede a Parker di aiutarlo, dato che sul posto nessun altro sarà disposto a farlo. Il caso porterà alla luce drammatici eventi del passato, dei quali l'omicidio di Marianne è stato solo l'epilogo.
Al suo ritorno nel Maine, con l'aiuto degli amici Angel e Louis, Parker porta a conclusione il confronto con il reverendo Faulkner che, rinchiuso nel carcere di Thomaston, ha ottenuto la libertà su cauzione, e si prepara a scomparire per sempre.[Romanzo di riferimento: Palude]
- Poco prima del Battesimo della piccola Samantha, Parker riceve la telefonata di un certo Ellis Chambers; l'uomo gli chiede di aiutare suo figlio Neil, messosi nei guai a causa di debiti di gioco contratti a Kansas City. Stanco di doversi immedesimare nei problemi altrui, scoraggiato e nauseato, Parker rifiuta l'incarico. Di lì a qualche tempo verrà informato che Neil Chambers è stato ucciso, probabilmente come avvertimento per altri debitori insolventi: il suo corpo è stato ritrovato in un fosso.
Per tacitare il senso di colpa – e all'insaputa dello stesso Ellis Chambers – Parker sceglie la vendetta: con l'aiuto di Angel e Louis scopre un pericoloso segreto dell'uomo che ha fatto uccidere Neil e se ne serve per provocarne la morte, ad opera dell'organizzazione criminale alla quale apparteneva. [Romanzi di riferimento: L'angelo delle ossa e Anime morte]
- All'epoca del Battesimo di Samantha, Parker affronta un caso di carattere più personale rispetto al solito: affianca l'amico Louis nella ricerca della cugina Alice Temple, scomparsa a New York senza lasciare tracce. La ragazza era una prostituta ed una drogata, per cui la polizia non si sta seriamente occupando della sua sparizione; Louis invece, che malgrado tutto le voleva bene e si sentiva responsabile nei suoi confronti, non ha alcuna intenzione di lasciar perdere.
 Purtroppo le indagini rivelano che Alice è morta: nel tentativo di vendicarla, di renderle giustizia e di capire ciò che è accaduto, Parker e Louis si trovano ad affrontare una malvagia entità: l'Angelo Nero, affiancato dai cosiddetti “Credenti”, una setta di uomini e donne che si reputano angeli caduti, ovvero demòni immortali.
Bird inizia a sospettare che quegli esseri siano in qualche modo collegati al suo stesso destino.[Romanzo di riferimento: L'angelo delle ossa]
- Parker viene assunto da Rebecca Clay, una donna stanca e stressata, che gli chiede di risolvere un grave problema: un uomo la perseguita con domande riguardanti suo padre Daniel Clay, ex psichiatra infantile di cui si sono perdute le tracce ormai da molti anni; lei però non può soddisfare le richieste dell'uomo, che esige di sapere dove sia finito il dottor Clay perché – al pari di tutti gli altri – lo ignora. Rebecca, che è divorziata, è dunque molto in ansia per la minaccia che lo sconosciuto costituisce tanto per lei stessa quanto per la figlia, l'undicenne Jenna.
 Parker scopre che l'uomo si chiama Frank Merrick, un ex galeotto desideroso di rintracciare la propria figlia Lucy, ex paziente del dottor Clay, a sua volta scomparsa. Riesce ad allontanarlo da Rebecca Clay, usando tanto le maniere forti quanto l'appoggio della legge, verifica però che il suo lavoro è tutt'altro che terminato: la scomparsa di Daniel Clay e di Lucy Merrick deve infatti essere posta in relazione con un vasto giro di pedofilia e con alcune tragedie del passato. 
Continuando ad indagare Parker individua i responsabili dei crimini maggiori e scopre cosa ne è stato di Daniel Clay e Lucy Merrick. Si trova però costretto a confrontarsi anche con un pericoloso avversario, il cosiddetto Collezionista.
In seguito a questa indagine Bird si trova ad affrontare due problemi: una taglia posta sulla sua testa dalla mafia russa (questione in seguito risolta dagli amici Angel e Louis), nonché la revoca del porto d'armi e della licenza di investigatore. [Romanzo di riferimento: Anime morte]
- Nel febbraio del 2008, in attesa di riavere la propria licenza, e di potersi di nuovo dedicare alla regolare attività di detective, Bird inizia a lavorare in un bar di Portland. Non essendo momentaneamente in grado di occuparsi di nessun altro, decide di spendere il proprio tempo in un'indagine di tipo più personale: il suicidio del padre, avvenuto venticinque anni prima e rimasto sostanzialmente insoluto. Teoricamente informale e priva di rischi, l'indagine è invece costeggiata da una lunga serie di omicidi, e porta Bird a scoprire non solo tutto ciò che riguarda la morte di William Parker, ma più in generale gli insospettabili segreti della famiglia. La ricerca conduce Parker a scoprire di essere lui stesso parte di un piano pericoloso e complesso, ma gli rivela anche con quanta coraggiosa determinazione i suoi genitori lo abbiano amato e protetto. Per la prima volta viene fatto il nome di quello che potrebbe rivelarsi il suo principale avversario soprannaturale: Mister Goodkind. [Romanzo di riferimento: Gli amanti]
- Nella primavera del 2009 Parker ha riavuto la propria licenza di investigatore; Bennett Patchett, proprietario di un ristorante, lo incarica di aiutare una delle sue cameriere, Karen Emory. La ragazza, che ha una relazione con Joel Tobias, autotrasportatore ed ex soldato reduce dall'Iraq, è forse vittima di violenze domestiche. Patchett crede che se si trovasse qualcosa a carico di Tobias, Karen potrebbe essere protetta; Parker però, in considerazione del fatto che Tobias aveva lavorato ed avuto rapporti personali con il figlio di Patchett, Damien, suicidatosi di recente, crede che l'uomo abbia un secondo fine per la sua richiesta. Accetta comunque il caso, ma tiene presenti le possibili incognite.
 Le indagini lo porteranno a contatto con svariate ed impreviste questioni: la difficile situazione dei reduci, le conseguenze della seconda guerra del Golfo, i nefasti effetti derivanti dalla esistenza di demoni imprigionato in un'antica reliquia. La sua strada inoltre incrocerà di nuovo quella del Collezionista e di Mister Goodkind. [Romanzo di riferimento: I tre demoni]
- Grazie alla mediazione dell'avvocatessa Aimee Price, Parker entra in contatto con uno sgradito cliente, Randall Haight. Quando aveva solo quattordici anni l'uomo, assieme all'amico Lonny Midas, era stato accusato e ritenuto colpevole dello stupro e dell'omicidio di una coetanea di colore, Selina Day. Scontata la pena ed usciti di prigione dopo diciotto anni, ad entrambi i ragazzi era stata offerta la possibilità di rifarsi separatamente una vita, sotto nuove e sconosciute identità.
 Per Haight però il passato potrebbe ritornare: a Pastor's Bay, la tranquilla cittadina in cui abita da anni, è scomparsa una ragazzina di nome Anna Kore, e alcune lettere anonime – di cui vuole scoprire l'origine – minacciano di portare alla luce i suoi trascorsi, coinvolgendolo in una vicenda con la quale assicura di non avere nulla a che fare.
 Parker è ostile nei confronti di Haight ma accetta ugualmente il caso perché crede che scoprire il ricattatore possa portare anche al ritrovamento di Anna Kore. L'indagine è complicata da moltissimi elementi (compreso il fatto che lo zio materno di Anna è un mafioso braccato dall'FBI, in guerra contro la sua stessa organizzazione), ma l'esito è felice: dopo alterne vicende Parker riesce ad identificare l'autore del rapimento e a salvare Anna, evitando l'irreparabile. [Romanzo di riferimento: Un'anima che brucia]
- Il successo ottenuto nel caso di Anna Kore procura a Parker molte proposte di lavoro, lui però continua ad occuparsi part-time del Big Bear Bar e finisce per accettare un unico caso: quello di Juan Lozano, un professore universitario che lo incarica di ritrovare la moglie Beatrice, Dopo una lite la donna se ne è andata di casa, ma Lozano vuole assicurarsi che stia bene.
 Parker ritrova Beatrice e scopre che la sua fuga è stata causata dalle violenze e dalle minacce subite per anni ad opera del fratello Perry Reed, rivenditore di auto usate, gestore di alcuni locali equivoci e spacciatore.
 Parker affida la donna ad uno psicoterapeuta, la fa entrare in un centro specializzato e la rimette in contatto con il marito, del quale è ancora innamorata. Poiché Beatrice è troppo spaventata per testimoniare contro Reed, con l'aiuto di Louis e Angel, è lo stesso Parker ad elaborare un piano (coronato da pieno successo) per rovinare le sue attività legali e illegali, e per farlo incriminare. [Romanzo di riferimento: La rabbia degli angeli]
- Nel 2011, Parker viene incaricato da Marielle Vetters, a cui il padre morente ha fatto il suo nome, di rintracciare nelle foreste del Grande Nord, la zona più selvaggia del Maine, un aeroplano precipitato senza che nessuno ne conoscesse nulla, né i passeggeri, né il carico né la destinazione. Ma quell'area della foresta è infestata dal fantasma di una bambina e dallo stesso aereo è sceso "qualcosa" che è sopravvissuto all'impatto ed attende tra gli alberi. Altri (il redivivo Brightwell da poco reincarnatosi e la sua nuova "madre", il rabbino Epstein e il Collezionista) sono interessati a una lista che era a bordo dell'aereo e che riporta i nomi di coloro che avrebbero firmato un patto col Diavolo.[Romanzo di riferimento: La rabbia degli angeli]

## Le abitazioni
- In origine i Parker abitano nel nord dello Stato di New York, nella casa ereditata da William alla morte della propria madre. Tra gli otto anni e la prima adolescenza Bird si trasferisce poi con i genitori in una villetta unifamiliare nel sobborgo di Pearl River, abbastanza vicino a New York, sede di lavoro di William Parker. Dopo il suicidio di quest'ultimo, nel 1982, la signora Parker decide di tornare a vivere a Scarborough, dove è nata e dove ancora vive suo padre Bob Warren, ex vicesceriffo. Nella vecchia casa di famiglia, che dopo la morte del nonno gli passa in eredità, Bird trascorre il resto dell'adolescenza – anche dopo la morte della madre - sino al diploma, all'Accademia di Polizia e al successivo trasferimento a New York.
- A New York, con Susan e Jennifer, Parker vive per circa tre anni (fra il 1993 e il 1996) al 1219 di Hobart Street a Bay Ridge, un sobborgo di Brooklyn. Dopo gli omicidi, la casa viene venduta ma alla fine rimane disabitata.
- Tornato a New York circa sette mesi dopo la tragedia, nell'estate del 1997 Parker va a vivere per breve tempo in un appartamento in affitto dell'East Village, a Manhattan.
- Al termine dello scontro con il Viaggiatore, Parker lascia definitivamente la grande città e torna nel Maine. In attesa di rendere di nuovo abitabile la vecchia casa del nonno, va a vivere momentaneamente all'Inn on St John, un albergo di Portland situato in Congress Street, a poca distanza da Scarborough.
- Dopo alcuni lavori, quando manca ancora il rifacimento del tetto, Parker va ad abitare nella vecchia casa che il nonno, dopo aver resistito a molte proposte di società immobiliari che avrebbero voluto acquistarla tra la fine degli anni settanta e l'inizio degli anni ottanta, gli ha lasciato in eredità a Scarborough. La casa dà su Spring Street, ed è ancora circondata dalla foresta.
- Nella seconda metà degli anni novanta le Poste decidono di costruire un impianto di smistamento della corrispondenza sui terreni confinanti con la vecchia casa, il che prelude ad un enorme aumento del traffico e alla perdita della tranquillità. Parker si decide dunque a vendere, e lo fa molto vantaggiosamente. Si sposta poco lontano, in una casa costruita negli anni trenta, che confina con una palude salata.
Il trasferimento nella seconda casa di Scarborough coincide con l'inizio della sua nuova vita assieme a Rachel, che vi si trasferisce da Boston; Parker tuttavia continua ad abitarvi anche dopo essere rimasto solo.

## Le auto
- MG, uno dei modelli americani prodotti prima che l'azienda fosse acquistata e portata alla chiusura, con la soppressione del marchio, da parte della Leyland inglese, negli anni ottanta. È l'auto regalata a Parker dal nonno in occasione della laurea.
- Mustang Mach 1, di colore rosso. L'auto viene distrutta nel corso di una cruenta sparatoria con alcuni esponenti della mafia non lontano da Dark Hollow, nell'inverno del 1997.
- Mustang Boss 302 del 1969. Procurata e venduta sottocosto dal meccanico di fiducia Willie Brew, è l'auto con cui viene rimpiazzata quella distrutta. Di lei Parker dice: “Gli spoiler e i parafanghi erano un po' vistosi, ma mi faceva lacrimare gli occhi quando accelerava […] A suo sfavore c'era il fatto che avrei anche potuto far dipingere la scritta nera ADOLESCENZA INTERROTTA su una fiancata”.[4]
- Saturn coupé di colore verde: è l'auto di riserva, meno appariscente e dunque più utile durante i pedinamenti. Parker l'ha comprata di seconda mano nell'officina di Willie Brew.

## Le armi
Durante la sua carriera di poliziotto, Parker non ha mai ucciso nessuno, ha estratto la pistola solo pochissime volte e in un'unica occasione è stato costretto a sparare e a ferire all'addome un aggressore armato di coltello. Diventato detective privato, l'uso delle armi da parte sua si intensifica: a seconda delle circostanze, si tratta di armi proprie (detenute legalmente o meno), armi reperibili sul posto o appositamente procurate dagli amici Louis ed Angel.
In generale però le sue armi sono le seguenti:
- Colt Delta Elite: è la pistola che Parker usava quando era poliziotto. Restituita quando ha lasciato il Dipartimento.
- .38 Colt Detective Special, sprovvista di sicura. Piccola e maneggevole (pesa circa mezzo chilo), può essere agevolmente nascosta: Parker infatti la porta solitamente alla caviglia. Era l'arma di riserva di suo padre, anch'egli poliziotto, rimasta in possesso di Bird assieme agli altri effetti personali dopo il suicidio dell'uomo.
- Heckler & Koch VP70M, semiautomatica 9 millimetri, trasformabile in fucile mitragliatore automatico mediante l'inserimento di un calcio a spalla. Sprovvista di sicura. Bird ne è entrato illegalmente in possesso in coincidenza con l'arresto di uno spacciatore; per lungo tempo l'arma viene da lui usata solo al poligono di tiro.
- Smith & Wesson di terza generazione, modello automatico 10 millimetri: originariamente progettata per l'FBI, Bird ne è entrato in possesso grazie ad un agente amico. È la pistola che usa abitualmente (anche nello scontro finale con il Viaggiatore).
Durante l'indagine che nell'inverno del 1997 lo porta nella cittadina di Dark Hollow, la pistola viene perduta nelle gelide acque di un lago, senza possibilità di essere recuperata.
- Smith & Wesson di terza generazione, modello 1076, versione10 millimetri. Molto simile alla precedente, anch'essa originariamente prodotta per l'FBI, è la pistola che l'amico Louis regala a Parker in sostituzione di quella perduta.
- Pistole Glock 9mm silenziate e granate lacrimogene sono le armi che Parker, Louis ed Angel usano durante la caccia al Collezionista, per vendicare la morte dell'amico Jackie Garner.

## Le donne
- Nell'estate del 1982, subito dopo il diploma, il sedicenne Charlie Parker – ancora in stato di ansiosa verginità – cerca di avere una relazione puramente sessuale con la coetanea Becky Berube, che però lo respinge. Da adulta Becky si sposerà ed avrà cinque figli.
- Durante l'estate successiva al diploma, per circa due mesi, Parker ha una relazione con la coetanea Grace Peltier. Capelli corti e neri, pelle ambrata, Grace è bella e intelligente. Il rapporto tra i due ragazzi, sentito forse più da parte di lei che da parte di lui, si interrompe bruscamente in seguito ad un falso allarme di gravidanza che pone Charlie di fronte all'evidente mancanza di un vero sentimento d'amore nei confronti di Grace.
Circa quindici anni più tardi Parker si ritroverà ad indagare sul presunto suicidio della vecchia amica.
- Dopo la laurea, a ventitré anni, in attesa di essere ammesso all'Accademia di Polizia, Parker lavora come fattorino presso una compagnia di assicurazioni. Lì conosce l'assistente personale del direttore, Lorna Jennings: minuta e snella, con occhi verde-azzurri e pelle chiarissima, capelli corti e scuri, la donna ha sei anni più di lui ed è la moglie infelice di un poliziotto, Rand Jennings. 
Tra Parker e Lorna inizia una relazione molto passionale che dura circa quattro mesi; poi Rand Jennings scopre il tradimento e Lorna, dopo una furibonda lite, accetta la promessa del marito di darle un figlio, abbandona Parker e cerca di salvare il proprio matrimonio. I Jennings lasciano Scarborough, non prima però che Rand si sia vendicato contro Parker con un brutale pestaggio.
 Quando Parker e Lorna si incontrano di nuovo a Dark Hollow sono trascorsi almeno otto anni ma il matrimonio tra Lorna (che ha avuto numerosi aborti) e Rand (professionalmente frustrato) è ancora in crisi. Non è possibile che Parker e Lorna rinnovino la loro antica relazione, ma l'incontro induce ugualmente la donna a prendere la decisione di cambiare finalmente vita.
- All'inizio degli anni novanta, durante un weekend di vacanza trascorso in compagnia di alcuni amici e colleghi a Rehoboth Beach, nel Delaware, Parker incontra la bellissima Susan Lewis. I due si innamorano e si sposano dopo circa un anno di fidanzamento; dopo un altro anno – al Park Rise Hospital di Long Island - nasce la loro unica figlia, Jennifer.
Per circa tre anni il matrimonio dei Parker è molto felice; inizia poi ad incrinarsi a causa della stressante vita da poliziotto che porta Bird a bere sempre di più e ad allontanarsi dalla famiglia, trascurando persino la piccola Jenny. 
Bird non ha mai tradito la moglie, tuttavia al momento della morte di Susan e Jennifer, il matrimonio era ormai agonizzante: questo rende ancora più pesante il senso di colpa e il rimpianto provato da Parker dopo la tragedia.
- Nel 1997, durante l'indagine sulla morte di Susan e Jennifer, Parker conosce Rachel Wolfe, giovane psicologa criminale che aiuta il Dipartimento a stilare un probabile profilo del cosiddetto Viaggiatore. I due si sentono immediatamente e reciprocamente molto attratti. Prima che il caso si concluda, però, Rachel è costretta a confrontarsi con la violenza che contraddistingue la vita di Parker: lei stessa si trova ad uccidere e a rischiare di essere uccisa, e questo la spaventa e l'allontana.
In seguito, cercando inizialmente il suo aiuto professionale, ma confessando infine i propri sentimenti, Parker riesce a riavvicinarsi a Rachel. I due riprendono la relazione e quando di lì a poco Rachel rimane incinta, vanno ad abitare insieme a Scarborough, nel Maine.
Nasce la loro figlia Samantha, detta Sam, e per qualche tempo le cose procedono al meglio. Poi però riemergono tutti i problemi relativi alle attività di Bird – i nemici in costante aumento, la violenza, la stessa “presenza” dei fantasmi di Susan e Jennifer – e Rachel, preoccupata per l'incolumità della piccola, lascia Parker e torna a vivere con i propri genitori, nel Vermont. Il trasferimento, che inizialmente era sembrato temporaneo, dopo qualche tempo diventa definitivo: Rachel trova un nuovo lavoro ed inizia ad uscire con altri uomini. A Parker non resta che viaggiare tra il Maine e il Vermont una o due volte al mese per riuscire a vedere sua figlia.
- Nel romanzo Bad Men (ancora inedito in Italia) le indagini sono affidate ad una poliziotta di nome Sharon Macy; nello stesso romanzo Bird Parker fa una breve apparizione. I due tuttavia si incontrano e si presentano qualche tempo dopo, all'epoca in cui Parker ha concluso le indagini sul suicidio del padre, quando la sua relazione con Rachel Wolfe è già definitivamente in crisi.
 Con Sharon – piccola, carina e discreta – forse Parker intreccia una breve relazione: così pare di poter dedurre da alcuni accenni contenuti nelle successive narrazioni. Non si tratta però di una relazione veramente seria, né duratura: forse sarebbe più esatto parlare di una reciproca simpatia.
- Al tempo della ricerca del piccolo aereo precipitato nei Great Northern Woods, nel Maine settentrionale, Parker ritrova una giovane donna sordomuta di nome Liat, che fa parte dell'enturage del rabbino Epstein; l'aveva già vista in precedenza, ma non ne conosceva nemmeno il nome. In quell'occasione passa con lei un'unica notte, considerandola un dono dolce contro la solitudine, qualcosa che probabilmente non si ripeterà. Liat infatti, seppur attratta da Parker, lo avvicina essenzialmente per studiarlo e per verificarne il grado di affidabilità. Ciò è comunque utile: durante una crisi nei rapporti tra Epstein e Parker, il parere favorevole di Liat contribuisce a salvare la vita dell'investigatore.

## Le letture
Finché vive a New York, il quotidiano preferito di Parker, che lo acquista ogni giorno ovunque si trovi, è il New York Times. Una volta trasferitosi nel Maine, pur senza abbandonare il Times, inizia a leggere anche il Portland Press Herald, sul quale il suo amico Phil Isaacson cura la rubrica di critica d'arte.
Per ciò che riguarda invece la letteratura, i suoi autori favoriti sono Runyan, l'umorista inglese P.G. Wodehouse, i romanzieri Tobias Wolff, Raymond Carver, Donald Barthelme e il poeta E.E.Cummings, i cui versi inseriva abitualmente nelle lettere inviate a Susan all'epoca del loro fidanzamento.
 A questi si aggiunge poi il conte di Rochester, dandy della Restaurazione, imbroglione ed autore di un volume di Memorie.
Più occasionalmente, legge anche i romanzi di Harlan Coben, e le liriche di Sir Walter Raleigh e di Alfred Tennyson.

## La musica
La musica è importante per John Connolly, che alle edizioni americane di alcuni dei suoi romanzi ha addirittura allegato compilations in versione CD contenenti i brani che maggiormente lo avevano ispirato ed accompagnato durante la stesura.
Ma è importante anche per i suoi personaggi, che spesso si ritrovano ad ascoltare le loro canzoni preferite: Parker in particolare ama la musica folk e country, benché abbia assistito anche a rappresentazioni classiche come Il flauto magico . Per ampliare i suoi gusti musicali, Rachel gli regala un CD di musiche di Bach.
Escludendo la musica ascoltata per caso o comunque non significativa, tra le pagine dei romanzi – con brani non sempre identificabili – Parker ascolta:
- R.E.M.
- Blue Nile
- Isaac Hayes (Walk on By)
- Cheese Read
- Buckwheat Zydeco
- Clifton Chenier
- Jim White (Still Waters)
- Johnny Cash Rusty Cage)
- Ramones (The KKK Took My Baby Away – suonata per infastidire i partecipanti ad un raduno di estrema destra)
- Emmylou Harris e Neil Young (Wrecking Ball)
- Emmylou Harris (Here, There and Everywhere – l'originale è dei Beatles)
- Delgados (Universal Audio)
- Un album di canzoni di protesta di un gruppo nordafricano (non specificato; lo stile è quello dei Clash, i testi però sono in arabo)
- Lampchop (I Will Drive Slowly)
- The Band (Evangeline)
- Neil Young (Don't Let It Bring You Down)
- Durante una festa di beneficenza a Dark Hollow, ha occasione di ascoltare e di apprezzare numerose cover eseguite da un complesso locale chiamato Larry Fulcher and the Gamblers: Bonaparte's Retreat (Emmylou Harris), Get With It e Texas Playboy Rag (Bob Wills), Wabash Cannonball e Worried Man Blues (The Carter Family), You're Learning (The Louvin Brothers), One Piece at a Time (Johnny Cash), Blue Moon of Kentucky (Bill Monroe).
- Devilish Mary di Roba Stanley, cantata da una delle “presenze” che Parker avverte: lo spettro di una bambina dalla voce d'angelo.
- In auto tiene nastri di Go-Betweens, Triffids, Gourds di Austin, Jim White, Doc Watson.
- In un'unica occasione compra: Bringing Home the Last Great Strike dei Pinetop Seven, una copia per la stampa di Hearthbreaker di Ryan Adams e Leisure and Others Songs degli Spokane, associando a quest'ultimo acquisto l'idea di una musica che si ha voglia di ascoltare quando i vecchi amici ti deludono e quando in strada intravedi di sfuggita una vecchia fiamma che cammina tenendosi per mano con un altro […][6]
- In un bar di Pastor's Bay ascolta una cover di Goodbye to Love degli American Music Club cantata dai Carpenters e gli torna in mente di avere entrambi gli album, tanto il tributo quanto l'originale.
- Durante un viaggio in auto verso Scarborough sintonizza la radio su di una stazione di musica alternativa e ascolta brani dei Camper Van Beethoven, dei Minutemen e dei The Dream Syndicate. Un brano di Diamanda Galás lo induce invece a spegnere la radio per passare al lettore CD, dove ha inserito un album dei Winter Hours che lo mette di buon umore.
- Nel corso dello stesso viaggio lascia in libertà i pensieri e senza eccessiva serietà si mette a meditare sul rapporto tra donne e musica. A suo parere, una donna che ascolta musica alternativa come quella degli Smiths o dei Cure tende a voler essere infelice; una donna a cui piace l'hair metal (Kiss, Poison, Mötley Crüe) è più promettente, ma la sua musica non va bene. Se però le piace ascoltare Diamanda Galàs, Nico, Lydia Lunch o peggio, Ute Lemper, è troppo inquietante e, a scanso di guai, va proprio evitata.

### Romanzi
- Tutto ciò che muore (Every Dead Thing, 1999) Rizzoli, 2000 - ISBN 88-17-86475-7
- Il ciclo delle stagioni (Dark Hollow, 2000) Rizzoli, 2001 - ISBN 88-17-86787-X
- Gente che uccide (The Killing Kind, 2001) Rizzoli, 2002 - ISBN 88-17-87010-2
- Palude (The White Road, 2002) Rizzoli, 2003 - ISBN 88-17-87231-8
- L'angelo delle ossa (The Black Angel, 2005) Rizzoli, 2006 - ISBN 88-17-01401-X
- Anime morte (The Unquiet, 2007), Rizzoli, 2008 - ISBN 978-88-17-02175-3
- The Reapers (2008) - inedito in Italia
- Gli amanti (The Lovers, 2009), Rizzoli, 2010 - ISBN 8817037621
- I tre demoni (The Whisperers), 2010, TimeCrime ed., 2013 - ISBN 9788866880578
- Un'anima che brucia (The Bourning Soul, 2011), - TimeCrime ed., 2015 - ISBN 9788866882367
- La rabbia degli angeli (The Wrath of Angels, 2012), TimeCrime ed., 2014 - ISBN 9788866881520
- The Wolf in Winter (2014) - inedito in Italia
- A Song of Shadows (2015) - inedito in Italia

Nel romanzo Bad Men (2004), inedito in Italia e non compreso nel ciclo principale che lo riguarda, il personaggio di Charlie Parker fa una breve comparsa.

### Racconti
- John Connolly, “The Reflecting Eye”, in Nocturnes, 2004 (inedito in Italia)